# Camorino
Camorino is een plaats en voormalige gemeente in het Zwitserse kanton Ticino en maakt deel uit van het district Bellinzona.
Camorino telt 2509 inwoners.